# Ploioderma lethale
Ploioderma lethale är en svampart som först beskrevs av Dearn., och fick sitt nu gällande namn av Darker 1967. Ploioderma lethale ingår i släktet Ploioderma och familjen Rhytismataceae.   Inga underarter finns listade i Catalogue of Life.